# Файнберг, Виктор Исаакович
Виктор Исаакович Файнберг (26 ноября 1931, Харьков, УССР, СССР — 2 января 2023, Жьен, Франция) — филолог, видный деятель диссидентского движения в СССР. Участник демонстрации на Красной площади 25 августа 1968, борец против карательной психиатрии.

## Биография
Родился в семье инженера-механика Исаака Борисовича Файнберга (1898—?), уроженца Знаменки, выпускника механического факультета Харьковского политехнического института (1929), который работал на трактороремонтном заводе, и педолога Сары Исааковны Дашевской, родом из Кременчуга, учительницы спецшколы для детей с инвалидностью. Отец был арестован в 1939 году, находился под следствием, но осуждён не был, после освобождения устроился на завод «Гипротяжмаш». В начале Великой Отечественной войны отец был направлен на строительство военного завода в Бузулуке, позже в Алма-Ату, куда его сопровождала семья. В 1944 году они вернулись в Харьков. В детстве во время учёбы в школе в период антисемитской кампании 1948—1952 годов Виктор подвергался преследованиям, с которыми, по его собственным словам, он не мирился, а вступал в драку с обидчиками. Результатом этих драк стало направление к психиатру, сыгравшее впоследствии негативную роль, когда Файнберг стал диссидентом. В возрасте 16 лет поступил в Ленинградское артиллерийское подготовительное училище, откуда был отчислен. В 1957 году в связи с антисемитским оскорблением вступил в драку с милиционером, за что был приговорён к 1 году исправительных работ.
В Ленинграде работал на заводе слесарем-монтажником и одновременно учился в институте, в результате производственной травмы получил инвалидность второй группы. В 1968 году окончил английское отделение филологического факультета Ленинградского университета, на «отлично» защитил дипломную работу по Сэлинджеру, летом 1968 года до самой демонстрации работал экскурсоводом во дворце-музее в Павловске.
Принял участие в демонстрации 25 августа 1968 года на Красной площади с протестом против ввода советских войск в Чехословакию. Был арестован во время демонстрации, обвинение — по статьям 190.1 («Распространение заведомо ложных измышлений, порочащих советский государственный и общественный строй») и 190.3 УК РСФСР («Организация или активное участие в групповых действиях, нарушающих порядок»).
После ареста был направлен на психиатрическую экспертизу, признан невменяемым и подвергнут принудительному лечению. У КГБ СССР возникла сложность: Файнбергу во время задержания выбили передние зубы, и демонстрация его в суде была сочтена нежелательной. Выход был найден в отправке Файнберга в спецпсихбольницу (такое решение могло быть вынесено судом без присутствия лица и без права обжалования в вышестоящем суде).
Экспертизу Файнберга проводила комиссия Института им. Сербского в составе Г. В. Морозова, Д. Р. Лунца и Я. Л. Ландау. В их акте № 35/с от 10 октября 1968 года намеренно не упоминалось о вводе войск в Чехословакию, давшем повод для этой демонстрации, поступок Файнберга описывался лишь как «нарушение общественного порядка на Красной площади», а его психическое состояние описывалось следующим образом:
С увлечением и большой охваченностью высказывает идеи реформаторства по отношению к учению классиков марксизма, обнаруживая при этом явно повышенную самооценку и непоколебимость в своей правоте. В то же время в его высказываниях о семье, родителях и сыне выявляется эмоциональная уплощённость… В отделении института при внешне упорядоченном поведении можно отметить беспечность, равнодушие к себе и окружающим. Он занят гимнастикой, обтиранием, чтением книг и изучением литературы на английском языке… Критика к своему состоянию и создавшейся ситуации у него явно недостаточная
В результате Файнберг был признан невменяемым и направлен в Ленинградскую спецпсихбольницу, где находился 4 года — с января 1969 по февраль 1973 года.
В больнице Файнберг вместе с Владимиром Борисовым объявил голодовку в качестве протеста и был подвергнут принудительному кормлению. Несмотря на соматические противопоказания (базедова болезнь), к Файнбергу была применена аминазинотерапия. Благодаря врачу Льву Анатольевичу Петрову информация о голодовке попала на Запад. Зарубежные радиостанции сообщили об этом в новостях. Руководству больницы, чтобы замять скандал, пришлось пойти на уступки Виктору Файнбергу и Владимиру Борисову: отменить инъекции и смягчить условия содержания.
Врач-психиатр больницы Марина Вайханская оказывала помощь Файнбергу, передавая о нём информацию диссидентам, находящимся на свободе. Это стало основанием для её увольнения, но также помогло освобождению Файнберга. В 1974 году они поженились и эмигрировали из СССР. Жили во Франции.
В эмиграции Файнберг стал инициатором создания «САРА» — Campaign Against Psychiatric Abuses for Political Purposes для борьбы с карательной психиатрией в СССР. Был зарубежным представителем СМОТ (Свободного межпрофессионального объединения трудящихся).
Известный британский драматург Том Стоппард посвятил Виктору Файнбергу и Владимиру Буковскому свою пьесу Every Boy Deserves Favour («Каждый мальчик достоин милости»). В 2014 году награждён Медалью Президента Словацкой Республики
Умер В. И. Файнберг 2 января 2023 года.

## Семья
- Сын — Юрий, фотограф.
- Дочь — Мария (Сара).